# 기기묘묘
기기묘묘(Strange)는 한국에서 제작된 심규호 감독의 2022년 공포 영화이다. 오민애 등이 주연으로 출연하였다.

## 출연

### 주연
- 오민애 : 서암댁 역 (불모지)
- 김재화 : 화천댁 역 (불모지)
- 한해인 : 효은 역 (유산)
- 유의태 : 선우 역 (유산)
- 금동호 : 청년 역 (청년은 살았다)
- 이양희 : 괴인 역 (청년은 살았다)
- 재일 : 괴인 스턴트 역 (청년은 살았다)
- 장유 : 낚시가게 아저씨 역 (청년은 살았다)
- 장준휘 : 성근 (불안은 영혼을 잠식한다)
- 김아석 : 종훈 역 (불안은 영혼을 잠식한다)
- 김최용준 : 남자 역 (불안은 영혼을 잠식한다)